# 岡山国際サーキット
岡山国際サーキット（おかやまこくさいサーキット、Okayama International Circuit）は、岡山県美作市にあるFIA公認国際サーキット。旧称はTIサーキット英田（ティーアイサーキットあいだ）（通称「英田サーキット」）。

## 歴史

### 会員制
山口県吉敷郡小郡町（現・山口市）に本社を置き、ゴルフ場の開発・経営などを手掛けるタナカインターナショナル株式会社により、1980年代後半のバブル景気を受けたモータースポーツブームを背景に当時の岡山県英田郡英田町に建設が進められ、1990年11月18日に「TIサーキット英田」としてオープン。運営法人はタナカインターナショナルが設立したティーアイサーキット株式会社であった。
F1開催を目的に建設され、バブル景気に沸く当時の世相を反映して、1,500万円の入会金が必要な「会員制サーキット」のユニークな仕組みを導入したことで話題となった。会員はサーキットが所有するティレルの1987年モデルのF1マシンをドライブする権利を与えられたほか、一般参加者が使用できないシャワールームやラウンジを使用することが可能であり、さらにサーキットで開催された全日本選手権格式のレースを特別席やパドックで観戦できた。
サーキットでのテスト走行を目的にした国内の多くの自動車メーカーが会員になった。カーグラフィックなどの自動車雑誌に多数の広告を出稿し告知に努めた結果、バブル景気に伴うモータースポーツブームを反映して、個人で会員になる者も多かった。

### F1開催
サーキットのオープン直後にバブル景気の崩壊に見舞われたものの、田中が建設当初から計画した通りに、1994年と1995年に、F1「パシフィックグランプリ」が開催された。
1994年のレースには片山右京や鈴木亜久里などの日本人ドライバーが参戦した。アイルトン・セナとローランド・ラッツェンバーガーが次戦の1994年サンマリノGPで事故死したため、セナとラッツェンバーガーにとっては日本での最後のレースとなった。
周囲の交通アクセスの問題は、シャトルバスを大量動員することで解決された。当時はまだ周辺道路が狭く、F1開催に合わせて岡山県の協力による道路拡張が行われたが、1994年の開催には完全には間に合わなかった。サーキットの宿泊施設は収容人数が少なく、大部分の関係者は湯郷温泉にある和風の旅館に宿泊した。
1995年のレースは、4月に開催（第2戦）される予定であったが、1月に発生した阪神・淡路大震災の影響から開催が危ぶまれた。しかし、10月に延期され、鈴鹿で行われる日本グランプリの前の週に第15戦として開催された。これが当サーキットでの最後のF1開催となった。

### 幻のITC
F1を2回開催したものの、鈴鹿との連戦や地震による風評などから1995年は特に観客動員が低迷し、翌年にはF1カレンダーから脱落してしまう。代替レースとして国際自動車連盟（FIA）は、国際ツーリングカー選手権（ITC）第8ラウンド（第15・16戦）を1996年8月4日に開催するとしていた。
チケット販売の不振や金融機関からの融資が不調に終わったことから、直前の6月27日に開催中止が発表された。この代替ラウンドは11月10日に鈴鹿で開催された。このレースがITCの最終レースになった。これによって、主催者やサーキット側はFIAのみならず、当時参戦していた各チーム等多方面からの厳しい批判を浴びる事となった。

### 民事再生法適用
その後もサーキットとしての運営が続いたが、2003年3月、ティーアイサーキットの親会社であるタナカインターナショナルが経営不振のため民事再生法の適用を申請。その後、整理回収機構が同社に対して会社更生法の適用を申請した。
タナカインターナショナル傘下であったゴルフ場及びTIサーキットの運営については、コーヒー・給茶機サービス等を手がけ、以前にF1に参戦していたアロウズのスポンサーをしていたユニマットホールディングが支援を表明。2004年4月30日には会社更生法に基づく更生計画の認可を受け、同年10月31日には会社更生手続きが完了、正式にユニマットグループ傘下となった。
ユニマットグループ入りに合わせて、2004年5月1日に運営会社を株式会社岡山国際サーキットに商号変更。2005年1月1日には、サーキット名も「岡山国際サーキット」に変更された。その後、同年4月1日に施行された平成の大合併により所在地が英田町から美作市となる。

### WTCC開催

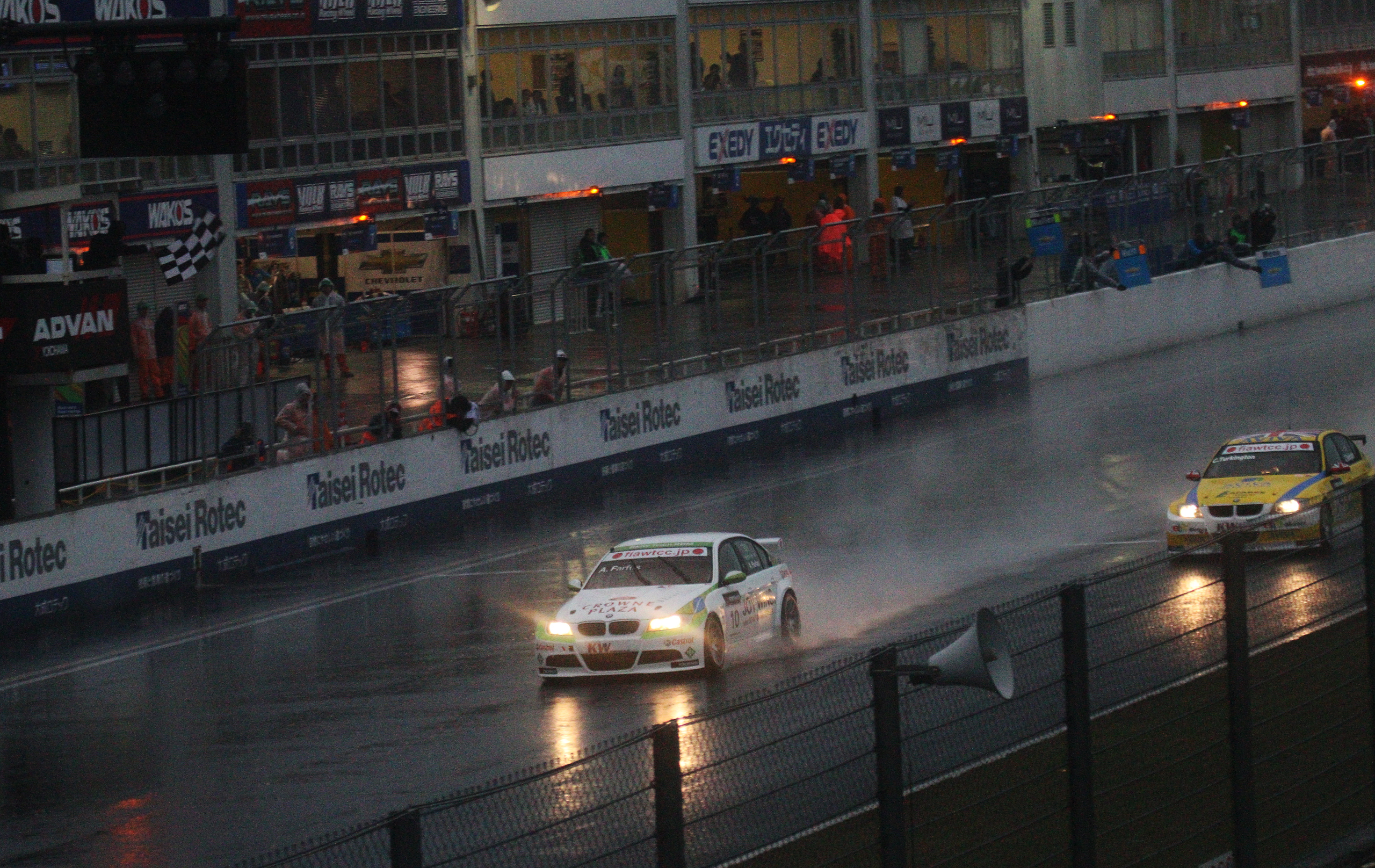
WTCC開催時（2010年）

2008年から2010年にかけて、世界ツーリングカー選手権（WTCC）の日本ラウンドを、WTCCにワンメイクタイヤを供給する横浜ゴム（ADVAN）の協力の下で開催した。
元々ユーロスポーツによるテレビ中継用にレースがパッケージ化されているWTCCだが、日本ラウンドではサーキット側からの提案で、SUPER GTのように決勝レース終了後のマシンをグランドスタンド前（ホームストレート）に並べるなど独自の演出を行った。

### アスカによる買収
2012年3月12日、自動車部品・配電盤などの生産を行なうアスカが同年3月28日付でユニマットホールディングが持つ「株式会社岡山国際サーキット」の全株式を取得すると発表。サーキットの運営方針については「基本的に今までと何も変わらない」との意向を表明しているが、運営会社の本社所在地がアスカの本社所在地である愛知県刈谷市に移転している。

## コース・施設

### コースの特徴
全長3,703m、コース幅12〜15m、高低差29m。メインストレート（約600m）とバックストレート（約700m）を合計13の中低速コーナーで繋ぐ構成の、テクニカルサーキットである。F1を開催したサーキットの中ではやや小規模であったため、F1関係者から「ミニモナコサーキット」と言われた逸話がある。観客席からコースまでの距離が近く、レースの迫力を身近に感じられるのが特徴。
コースはショートカット路を使用して、2つに分けることが出来るが、実際のところ一部のイベントを除くと、コースを分割して運営することは稀である。
7つのコーナーには往年のイギリス人ドライバーの名が付けられている。レッドマンコーナーとホッブスコーナーは合わせて「Wヘアピン」とも呼ばれる。
- ウィリアムズコーナー - ジョナサン・ウィリアムズ
- モスS - スターリング・モス
- アトウッドカーブ - リチャード・アトウッド
- パイパーコーナー - デヴィッド・パイパー
- レッドマンコーナー - ブライアン・レッドマン
- ホッブスコーナー - デヴィッド・ホッブス
- マイクナイトコーナー - マイケル・ナイト（第2回日本GPの優勝者）

### コース変更と改修
基本的に開設時とほぼ同じレイアウトのコースであるが、一部改修が行われている。
モスSは高速で通過するコーナーでありながらセイフティーゾーンが狭く、バイクでの死亡事故が発生したのを契機に改修され、コーナーのRが緩く変更されたが、2010年5月29日に同じ箇所で死亡事故が発生している。2017年4月にはモスSでオイル漏洩によりバイク7台が転倒し、男性2人が死亡、5人が重軽傷する事案が発生し訴訟となった。遺族らは損害賠償とともにモスSのコース改修を求めた。2021年12月20日、岡山地裁は運営会社のオイルフラッグの不掲示に関する義務違反を認定し、運営会社が原告7人に総額約1億3,500万円を支払う和解が成立したが、サーキット側は遺族へ謝罪は行わなかった。
アトウッドコーナー出口のアウト側路面にバンプがあり、これも原因で死亡事故が発生した。2004年にコースの舗装が全面的に改修されたが、依然バンプは残っている。
ピットロードの入り口は当初最終コーナー手前にあり、高速コーナーであるマイクナイトコーナー出口にあたるため追突事故が多かった。現在はマイクナイトコーナーより手前の位置に変更されている。
2020年のコース改修では、ウィリアムズコーナーの外側に二輪用シケインが新たに設置された。併せて、モスSのエスケープゾーン拡張の改修も行われた。

### その他の施設
- メインストレートに検知用マグネットが埋められており、車載計時装置 (P-LAP) 運用に対応している。
- サーキット入り口に仮設ではあるが小規模なカートコースがかつてあったが、現在はない。
- 全長約500 - 600 m、コース幅8 m、メインストレート115 m、バックストレート150 mのミニコースが駐車場の一部を利用して設置されている。
- サーキット周囲にはコテージが用意されており宿泊や休憩に利用することができる。
- ダイナジェットの車両出力計測機が設置されていたが現在はない。
- ガソリンスタンドはレギュラーガソリンとハイオクのみの取り扱いでサーキット事務局で販売されるチケットで購入できる。ガソリンがかなり割高でチケットの有効期限も2010年からは1ヶ月限りに短縮された。以前は含鉛のレース用高オクタンガソリンも販売されていた。
- 各ピットにはモニターと電源の配線はあるが、エア圧の配管はない。階段下にタイヤ注入用のコンプレッサーが設置されている。
- ピット2階に小さな子供の同伴のための親子室（キッズルーム）があるが、利用者のマナー悪化などを理由に2016年10月で閉鎖された。以後は大規模イベントのときのみ臨時開放となる。
- 一般のドライバーが利用できる更衣室やシャワールームは無いが、事務所で追加料金を支払えば会員用の更衣室とシャワー室が使用できる。
- 敷地内にヘリポートと、レースカー保管用の屋根つき車庫がある。
- コース周囲の駐車場は面積が十分ではなく、舗装されていない場所も多く不評である。大規模なイベントのときは、シャトルバスによる回送が実施されるが、違法駐車も後を絶たず周辺住民の迷惑となっている。
- 2015年4月に、野田英樹率いる「NODAレーシングアカデミー高等学院」がツインリンクもてぎから移転。本サーキットを拠点にドライバー育成を行っている。
- セーフティカーとして、ランサーエボリューションIX（輸出仕様の左ハンドルモデル）が配備されている。岡山県内には三菱自動車工業の水島製作所（倉敷市）が所在し、リアウィングには「三菱自動車工業（株）水島製作所」と記されている。この他、メディカルカーとしてランエボワゴンが配備されているが、こちらは岡山三菱自動車販売からの寄贈である。

### コースレコード
| カテゴリ                     | カテゴリ                     | タイム   | ドライバー/ライダー    | 車両               | 樹立年月日     |
| ---------------------------- | ---------------------------- | -------- | ---------------------- | ------------------ | -------------- |
| フォーミュラ1                | フォーミュラ1                | 1'10.218 | アイルトン・セナ       | ウィリアムズ・FW16 | 1994年4月15日  |
| 世界ツーリングカー選手権     | 世界ツーリングカー選手権     | 1'36.972 | アンディ・プリオール   | BMW・320si         | 2010年10月30日 |
| スーパーフォーミュラ         | スーパーフォーミュラ         | 1'12.429 | 石浦宏明               | ダラーラ・SF14     | 2015年5月23日  |
| スーパーフォーミュラ・ライツ | スーパーフォーミュラ・ライツ | 1'21.137 | 太田格之進             | ダラーラ・320      | 2022年9月24日  |
| SUPER GT                     | GT500                        | 1'16.602 | ロニー・クインタレッリ | 日産・GT-R         | 2019年4月13日  |
| SUPER GT                     | GT300                        | 1'24.286 | 山内英輝               | スバル・BRZ        | 2022年4月16日  |

## アクセス
出典：
- 山陽自動車道
  - 備前インターチェンジ - 25km
  - 和気インターチェンジ - 25km
- 中国自動車道
  - 美作インターチェンジ - 25km
  - 作東インターチェンジ - 10km
- JR西日本山陽本線
  - 吉永駅 - 車で約20分

## その他
本サーキットのイメージガールとして岡山国際サーキットクイーンが設定されている。2019年からは芸能事務所のユニオンエンタテインメントとマネジメント面で提携するとともに、当時のメンバー5人によるアイドルユニットPaRet（パレット）を結成し、開業30周年記念イメージソング「Road to Victory」（作詞：池田彩、作曲：きだたにひろし）を制作・リリースした。またこの曲を主題歌にした30周年記念のショートアニメ『ヘアピンダブル』を制作、2022年2月4日にBSフジで放送された。PaRetのメンバーは2人卒業し3人のユニットに移行、アイドル活動や各自のソロ活動と並行してサーキットクイーンとしての活動も継続している。